# Sharp MZ-700
Os microcomputadores japoneses Sharp MZ-700 substituíram a defasada linha MZ-80, com a qual eram inteiramente compatíveis (pelo menos em relação aos MZ80A e MZ80K). Constituída por quatro modelos (três principais e um derivado), reuniu os primeiros computadores domésticos da Sharp com a capacidade de exibir cores (oito). Todavia, não possuíam o monitor de vídeo embutido dos modelos anteriores da série MZ, a interface de impressora só permitia a conexão com modelos fabricados pela própria Sharp (como o plotter MZ-1P01 ou a impressora matricial MZ-80P5(K)), o modo texto era de apenas 40 colunas, a "alta resolução" possuía escassos 80×50 pixels e a conexão com acionadores de disquete exigia uma interface extra. Como as outras máquinas da série MZ, não possuía linguagem de programação residente, apenas uma ROM de boot.

## História
A série foi lançada no Japão em outubro de 1982, e começou a ser vendida no Reino Unido em outubro de 1983 por cerca de £ 250 (modelo 711). Uma resenha publicada na PCW Magazine em fevereiro de 1984 criticava a baixa resolução gráfica da máquina, mas elogiava as linguagens de programação disponíveis, concluindo que o MZ-700 "merecia ser levado em conta".

## Características
| UCP           | Sharp LH-0080 em 3,50 MHz |
| RAM           | 64 KiB |
| VRAM          | 4 KiB |
| ROM           | 4 KiB |
| Teclado       | mecânico, 69 teclas, com cinco teclas programáveis e teclas de cursor                                                         |
| Display       | saída para TV e monitor de vídeo RGB; texto (40×25 linhas) e gráfico (80×50 pixels).                                          |
| Som           | alto-falante interno, um canal                                                                                                |
| Portas        | porta de expansão genérica, dois conectores de joystick, porta paralela (proprietária), interface de gravador cassete externo |
| Armazenamento | gravador cassete embutido ou externo a 1200 bps; até quatro drives de 5" 1/4 ou 3" 1/2 opcionais (280/320 KiB cada).          |

## Modelos

### MZ-711
Modelo básico, sem gravador ou plotter embutidos.

### MZ-721
Modelo com gravador embutido (MZ-1T01).

### MZ-731
Modelo com gravador e plotter de quatro cores (MZ-1P01) embutidos.

### MZ-780
Era um MZ-731 com cartão de 80 colunas, acionador de disquete e uma porta Centronics, capaz de operar com o SO CP/M 2.2 